# Эстония на «Евровидении-2012»
Эстония участвовала на конкурсе песни Евровидение 2012 в Баку, Азербайджан. Участника выбирали на национальном отборе Eesti Laul 2012, организованный Эстонской общественной телерадиовещательной корпорацией. Эстонию на конкурсе песни Евровидение 2012 представил Отт Лепланд с песней "Kuula" ("Послушай"), которая прошла из второго полуфинала в финал, где заняла 6-е место, набрав 120 баллов.

## Национальный отбор
Eesti Laul 2012 стал 4-м национальным отбором, в данном случае на конкурс песни Евровидение 2012. Он состоял из двух полуфиналов, которые состоялись 18 и 25 февраля 2012 года соответственно, и финала, который состоялся 3 марта 2012 года. В финал вошли лучшие 10 песен из двух полуфиналов. Весь отбор вещался ETV и онлайн на сайте err.ee и на официальном сайте конкурса песни Евровидение eurovision.tv..

### Формат
Формат национального отбора состоит из двух полуфиналов и финала. Полуфиналы состоялись 18 и 25 февраля 2012 года соответственно, а финал — 3 марта 2012 года. Все песни участвовали в полуфиналах, и лишь те, которые вошли в пятёрку сильнейших в обоих полуфиналах, прошли в финал. Результаты полуфиналов были определены с помощью жюри и телезрителей в соотношении 50/50. Победитель в финале определялся в два раунда. В первом раунде определялись две лучшие песни с помощью жюри и телезрителей в соотношении 50/50, а в суперфинале посредством телеголосования определялся победитель.

### Участники
26 сентября 2011 года Эстонская общественная телерадиовещательная корпорация открыла приём заявок артистов и композиторов и их записей песен до 12 декабря 2011 года.  Все артисты и композиторы должны были иметь эстонское гражданство или быть резидентами Эстонии. Всего было 159 добровольцев, побившие рекорд прошлого года (155 добровольцев). Жюри из 11 членов отобрали лучших 20 артистов с их песнями, которые были объявлены на развлекательной программе Ringvaade 15 декабря 2011 года. В жюри вошли Ове Петерсель (главный директор радио Elmar), Tоомас Пуна (программный директор радио Sky+), Эрик Морна (радио 2), Иирис Весик (музыкант), Анналииза Уусма (музыкант), Вальнер Вальме (музыкальный журналист газеты Postimees), Сиим Нестор (музыкальный журналист газеты Eesti Ekspress), Генри Кырвитс (музыкант), Олави Пайде (Производственная компания Квадрат), Койт Раудсепп (радио 2) и Ингрид Котла (музыкальный редактор).
Из всех участников национального отбора были группа Soul Militia, которая в составе группы 2XL вместе с Дэйвом Бентоном и Танелем Падаром представила Эстонию на конкурсе песни Евровидение 2001; Ленна Куурмаа, которая в составе группы Vanilla Ninja представила Швейцарию на конкурсе песни Евровидение 2005; Malcolm Lincoln, представивший Эстонию на конкурсе песни Евровидение 2010. Orelipoiss и Traffic исполнили песни, которые написал Яан Пехк, представивший Эстонию на конкурсе песни Евровидение 2003 в составе группы Ruffus. 
| Артист                     | Песня               | Язык                    | Перевод                 | Композитор(ы)                                 |
| -------------------------- | ------------------- | ----------------------- | ----------------------- | --------------------------------------------- |
| August Hunt                | "Tantsulõvi"        | Эстонский               | "Король танцпола"       | August Hunt                                   |
| Биргит Ыйгемеэль & Violina | "You're Not Alone"  | Английский              | "Ты не один"            | Mihkel Mattisen                               |
| Cat Eye                    | "Ride"              | Английский              | "Поезжай"               | Karel Kattai, Tanel Roovik, Margaret Kelomees |
| Erasmus Rotterdamist       | "Kuu pääle"         | Эстонский               | "На Луну"               | Paul Daniel, Jürgen Rooste                    |
| Janne Saar                 | "Fight for Love"    | Английский              | "Борьба за любовь"      | Rob Montes, Carola Madis, Janne Saar          |
| Ленна Куурмаа              | "Mina jään"         | Эстонский               | "Останусь"              | Михкель Рауд, Ленна Куурмаа                   |
| Лиис Лемсалу               | "Made Up My Mind"   | Английский              | "Я уже приняла решение" | Лиис Лемсалу, Rene Puura                      |
| Loss Paranoias             | "Valedetektor"      | Эстонский               | "Детектор лжи"          | Loss Paranoias                                |
| Malcolm Lincoln            | "Bye"               | Английский              | "Пока"                  | Робин Юхкенталь                               |
| MIA feat. I.M.T.B          | "Bon voyage"        | Французский, английский | "Счастливого пути"      | Vahur Valgmaa                                 |
| Milky Whip                 | "My Love"           | Английский              | "Моя любовь"            | Karl Kanter, Helina Reinjärv                  |
| Mimicry                    | "The Destination"   | Английский              | "Место назначения"      | Paul Lepasson                                 |
| Orelipoiss                 | "Zombi"             | Эстонский               | "Зомби"                 | Яан Пехк, Olavi Ruitlane                      |
| Отт Лепланд                | "Kuula"             | Эстонский               | "Послушай"              | Отт Лепланд, Аапо Ильвес                      |
| POP Maniacs                | "I Don't Know"      | Английский              | "Я не знаю"             | Рольф Роосалу                                 |
| Soul Militia               | "The Future is Now" | Английский              | "Будущее сейчас"        | Лаури Пихлап                                  |
| Soundclear                 | "A Little Soldier"  | Английский              | "Солдатик"              | Karl-Ander Reismann                           |
| Teele Viira                | "City Nights"       | Английский              | "Ночи города"           | Priit Uustulnd, Teele Viira                   |
| Tenfold Rabbit             | "Oblivion"          | Английский              | "Забвение"              | Tenfold Rabbit                                |
| Traffic                    | "NASA"              | Эстонский               | "НАСА"                  | Ago Teppand, Яан Пехк                         |

### 1-й полуфинал
1-й полуфинал состоялся 18 февраля 2012 года, провела его Пирет Ярвис. Живая часть шоу была проведена в студии Эстонской общественной телерадиовещательной корпорацией в Таллине, где артисты ожидали результатов своих выступлений, которые были сняты ранее и экранизированы. Из 10 песен в финал прошли песни, вошедшие в пятёрку сильнейших. Всего от жюри и телезрителей было получено 17,858 голосов. В жюри 1-го полуфинала входили Инес, Ове Петерсель, Эрик Морна, Тынис Каху, Эльс Химма, Март Ниинесте, Яльмар Вабарна, Свен Грюнберг, Олав Осолин, Вероника Портсмут и Вальнер Вальме.
| 1-й полуфинал – 18 ноября 2012 | 1-й полуфинал – 18 ноября 2012 | 1-й полуфинал – 18 ноября 2012 | 1-й полуфинал – 18 ноября 2012 | 1-й полуфинал – 18 ноября 2012 | 1-й полуфинал – 18 ноября 2012 | 1-й полуфинал – 18 ноября 2012 | 1-й полуфинал – 18 ноября 2012 | 1-й полуфинал – 18 ноября 2012 | 1-й полуфинал – 18 ноября 2012 |
| Номер                          | Артист                         | Песня                          | Язык                           | Перевод                        | Жюри                           | Телеголосование                | Телеголосование                | Всего                          | Место                          |
| ------------------------------ | ------------------------------ | ------------------------------ | ------------------------------ | ------------------------------ | ------------------------------ | ------------------------------ | ------------------------------ | ------------------------------ | ------------------------------ |
| 1                              | Janne Saar                     | "Fight for Love"               | Английский                     | "Борьба за любовь"             | 3                              | 521                            | 3                              | 6                              | 9                              |
| 2                              | Erasmus Rotterdamist           | "Kuu pääle"                    | Эстонский                      | "На Луну"                      | 6                              | 473                            | 2                              | 8                              | 7                              |
| 3                              | MIA feat. I.M.T.B              | "Bon Voyage"                   | Французский, английский        | "Счастливого пути"             | 2                              | 725                            | 4                              | 6                              | 8                              |
| 4                              | Milky Whip                     | "My Love"                      | Английский                     | "Моя любовь"                   | 1                              | 410                            | 1                              | 2                              | 10                             |
| 5                              | POP Maniacs                    | "I Don't Know"                 | Английский                     | "Я не знаю"                    | 8                              | 1914                           | 7                              | 15                             | 3                              |
| 6                              | Отт Лепланд                    | "Kuula"                        | Эстонский                      | "Послушай"                     | 9                              | 6276                           | 10                             | 19                             | 1                              |
| 7                              | August Hunt                    | "Tantsulõvi"                   | Эстонский                      | "Король танцпола"              | 7                              | 1708                           | 6                              | 13                             | 5                              |
| 8                              | Soundclear                     | "A Little Soldier"             | Английский                     | "Солдатик"                     | 4                              | 1053                           | 5                              | 9                              | 6                              |
| 9                              | Лиис Лемсалу                   | "Made Up My Mind"              | Английский                     | "Я уже приняла решение"        | 10                             | 2607                           | 9                              | 19                             | 2                              |
| 10                             | Loss Paranoias                 | "Valedetektor"                 | Эстонский                      | "Детектор лжи"                 | 5                              | 2171                           | 8                              | 13                             | 4                              |

### 2-й полуфинал
2-й полуфинал состоялся 25 февраля 2012 года, провела его Пирет Ярвис. Живая часть шоу была проведена в студии Эстонской общественной телерадиовещательной корпорацией в Таллине, где артисты ожидали результатов своих выступлений, которые были сняты ранее и экранизированы. Из 10 песен в финал прошли песни, вошедшие в пятёрку сильнейших. Всего от жюри и телезрителей было получено 14,839 голосов. В жюри 2-го полуфинала входили Инес, Ове Петерсель, Эрик Морна, Тынис Каху, Эльс Химма, Март Ниинесте, Яльмар Вабарна, Свен Грюнберг, Олав Осолин, Вероника Портсмут и Вальнер Вальме.
| 2-й полуфинал – 25 февраля 2012 | 2-й полуфинал – 25 февраля 2012 | 2-й полуфинал – 25 февраля 2012 | 2-й полуфинал – 25 февраля 2012 | 2-й полуфинал – 25 февраля 2012 | 2-й полуфинал – 25 февраля 2012 | 2-й полуфинал – 25 февраля 2012 | 2-й полуфинал – 25 февраля 2012 | 2-й полуфинал – 25 февраля 2012 | 2-й полуфинал – 25 февраля 2012 |
| Номер                           | Артист                          | Песня                           | Язык                            | Перевод                         | Жюри                            | Телеголосование                 | Телеголосование                 | Всего                           | Место                           |
| ------------------------------- | ------------------------------- | ------------------------------- | ------------------------------- | ------------------------------- | ------------------------------- | ------------------------------- | ------------------------------- | ------------------------------- | ------------------------------- |
| 1                               | Traffic                         | "NASA"                          | Эстонский                       | "НАСА"                          | 7                               | 1165                            | 5                               | 12                              | 5                               |
| 2                               | Ленна Куурмаа                   | "Mina jään"                     | Эстонский                       | "Останусь"                      | 10                              | 2967                            | 10                              | 20                              | 1                               |
| 3                               | Malcolm Lincoln                 | "Bye"                           | Английский                      | "Пока"                          | 8                               | 430                             | 1                               | 9                               | 7                               |
| 4                               | Tenfold Rabbit                  | "Oblivion"                      | Английский                      | "Забвение"                      | 9                               | 1702                            | 7                               | 16                              | 2                               |
| 5                               | Биргит Ыйгемеэль & Violina      | "You're Not Alone"              | Английский                      | "Ты не один"                    | 3                               | 2283                            | 9                               | 12                              | 3                               |
| 6                               | Soul Militia                    | "The Future is Now"             | Английский                      | "Будущее сейчас"                | 2                               | 1436                            | 6                               | 8                               | 8                               |
| 7                               | Mimicry                         | "The Destination"               | Английский                      | "Место назначения"              | 5                               | 1086                            | 4                               | 9                               | 6                               |
| 8                               | Orelipoiss                      | "Zombi"                         | Эстонский                       | "Зомби"                         | 6                               | 612                             | 2                               | 8                               | 9                               |
| 9                               | Teele Viira                     | "City Nights"                   | Английский                      | "Забвение"                      | 4                               | 2141                            | 8                               | 12                              | 4                               |
| 10                              | Cat Eye                         | "Ride"                          | Английский                      | "Поезжай"                       | 1                               | 1017                            | 3                               | 4                               | 10                              |

### Финал
Финал состоялся 26 февраля 2011 года в Nokia Concert Hall в Таллине, провели его Пирет Ярвис, Таави Тепленков и Тиит Сукк. В финал прошли 10 песен, по пять из обоих полуфиналов.  В первом раунде голосовали жюри и телезрители (соотношение 50/50), отобрав две лучшие песни. Две из них, занявшие первые два места в первом раунде, проходят в суперфинал, где определяется победитель. Ими стали "Mina jään" в исполнении Ленны Куурмаа и "Kuula" в исполнении Отта Лепланда. Публичное голосование в первом раунде зарегистрировало 46,670 голосов. В суперфинале победил Отт Лепланд с песней "Kuula". Публичное голосование в суперфинале зарегистрировало 46,670 голосов. В дополнение на открытии финала выступила Геттер Яани с песней "Rockefeller Street", представившая Эстонию на конкурсе песни Евровидение 2011; 3 Pead & Bonzo, Мартен Кунингас & HU? и Kosmikud & Laine выступили в интервал-акте. В жюри вошли Иво Линна, Ханна-Лиина Выса, Тоомас Пуна, Сиим Нестор, Инес, Эверт Сундья, Хейни Вайкмаа, Хелен Сильдна, Мадис Аесма, Ове Петерсель и Койт Тооме.
| Финал – 3 марта 2012 | Финал – 3 марта 2012       | Финал – 3 марта 2012 | Финал – 3 марта 2012 | Финал – 3 марта 2012    | Финал – 3 марта 2012 | Финал – 3 марта 2012 | Финал – 3 марта 2012 | Финал – 3 марта 2012 | Финал – 3 марта 2012 | Финал – 3 марта 2012 |
| Номер                | Артист                     | Песня                | Язык                 | Перевод                 | Жюри                 | Жюри                 | Телеголосование      | Телеголосование      | Всего                | Место                |
| -------------------- | -------------------------- | -------------------- | -------------------- | ----------------------- | -------------------- | -------------------- | -------------------- | -------------------- | -------------------- | -------------------- |
| 1                    | Loss Paranoias             | "Valedetektor"       | Эстонский            | "Детектор лжи"          | 55                   | 5                    | 2221                 | 3                    | 8                    | 6                    |
| 2                    | Teele Viira                | "City Nights"        | Английский           | "Забвение"              | 40                   | 3                    | 1793                 | 2                    | 5                    | 9                    |
| 3                    | Лиис Лемсалу               | "Made Up My Mind"    | Английский           | "Я уже приняла решение" | 76                   | 7                    | 3016                 | 5                    | 12                   | 5                    |
| 4                    | August Hunt                | "Tantsulõvi"         | Эстонский            | "Король танцпола"       | 27                   | 2                    | 2282                 | 4                    | 6                    | 8                    |
| 5                    | Ленна Куурмаа              | "Mina jään"          | Эстонский            | "Останусь"              | 99                   | 10                   | 7743                 | 9                    | 19                   | 2                    |
| 6                    | POP Maniacs                | "I Don't Know"       | Английский           | "Я не знаю"             | 69                   | 6                    | 3664                 | 7                    | 13                   | 4                    |
| 7                    | Traffic                    | "NASA"               | Эстонский            | "НАСА"                  | 52                   | 4                    | 1723                 | 1                    | 5                    | 10                   |
| 8                    | Tenfold Rabbit             | "Oblivion"           | Английский           | "Забвение"              | 78                   | 8                    | 5038                 | 8                    | 16                   | 3                    |
| 9                    | Биргит Ыйгемеэль & Violina | "You're Not Alone"   | Английский           | "Ты не один"            | 27                   | 1                    | 3504                 | 6                    | 7                    | 7                    |
| 10                   | Отт Лепланд                | "Kuula"              | Эстонский            | "Послушай"              | 82                   | 9                    | 18011                | 10                   | 19                   | 1                    |

| Подробное голосование жюри | Подробное голосование жюри | Подробное голосование жюри | Подробное голосование жюри | Подробное голосование жюри | Подробное голосование жюри | Подробное голосование жюри | Подробное голосование жюри | Подробное голосование жюри | Подробное голосование жюри | Подробное голосование жюри | Подробное голосование жюри | Подробное голосование жюри | Подробное голосование жюри |
| Номер                      | Песня                      | И. Линна                   | Х. Выса                    | Т. Пуна                    | С. Нестор                  | Ines                       | Э. Сундья                  | Х. Вайкмаа                 | Х. Сильдна                 | М. Аесма                   | О. Петерсель               | К. Тооме                   | Всего                      |
| -------------------------- | -------------------------- | -------------------------- | -------------------------- | -------------------------- | -------------------------- | -------------------------- | -------------------------- | -------------------------- | -------------------------- | -------------------------- | -------------------------- | -------------------------- | -------------------------- |
| 1                          | "Valedetektor"             | 5                          | 2                          | 8                          | 9                          | 4                          | 3                          | 6                          | 5                          | 9                          | 1                          | 3                          | 55                         |
| 2                          | "City Nights"              | 4                          | 3                          | 1                          | 5                          | 1                          | 4                          | 3                          | 7                          | 3                          | 4                          | 5                          | 40                         |
| 3                          | "Made Up My Mind"          | 7                          | 8                          | 4                          | 6                          | 7                          | 8                          | 8                          | 10                         | 7                          | 7                          | 4                          | 76                         |
| 4                          | "Tantsulõvi"               | 3                          | 1                          | 5                          | 1                          | 2                          | 1                          | 1                          | 6                          | 4                          | 2                          | 1                          | 27                         |
| 5                          | "Mina jään"                | 9                          | 10                         | 10                         | 7                          | 8                          | 10                         | 10                         | 8                          | 8                          | 10                         | 9                          | 99                         |
| 6                          | "I Don't Know"             | 8                          | 9                          | 7                          | 4                          | 6                          | 7                          | 2                          | 4                          | 5                          | 9                          | 8                          | 69                         |
| 7                          | "NASA"                     | 6                          | 5                          | 3                          | 3                          | 5                          | 6                          | 5                          | 1                          | 6                          | 6                          | 6                          | 52                         |
| 8                          | "Oblivion"                 | 2                          | 7                          | 9                          | 8                          | 9                          | 5                          | 7                          | 9                          | 10                         | 5                          | 7                          | 78                         |
| 9                          | "You're Not Alone"         | 1                          | 4                          | 2                          | 2                          | 3                          | 2                          | 4                          | 3                          | 1                          | 3                          | 2                          | 27                         |
| 10                         | "Kuula"                    | 10                         | 6                          | 6                          | 10                         | 10                         | 9                          | 9                          | 2                          | 2                          | 8                          | 10                         | 82                         |

| Суперфинал – 3 марта 2012 | Суперфинал – 3 марта 2012 | Суперфинал – 3 марта 2012 | Суперфинал – 3 марта 2012 | Суперфинал – 3 марта 2012 | Суперфинал – 3 марта 2012 | Суперфинал – 3 марта 2012 |
| Номер                     | Артист                    | Песня                     | Язык                      | Перевод                   | Телеголосование           | Место                     |
| ------------------------- | ------------------------- | ------------------------- | ------------------------- | ------------------------- | ------------------------- | ------------------------- |
| 1                         | Ленна Куурмаа             | "Mina jään"               | Эстонский                 | "Останусь"                | 15401 (33%)               | 2                         |
| 2                         | Отт Лепланд               | "Kuula"                   | Эстонский                 | "Послушай"                | 31269 (67%)               | 1                         |

## Евровидение 2012
Эстония выступила во 2-м полуфинале, 24 мая 2012 года,  под 14-м номером. Эстония заняла 4-е место, со 100 баллами и прошла в финал. В финале она выступила под 11-м номером 26 мая 2012 года, получила 120 балла и заняла 6-е место.

### Баллы, данные Эстонией
| 12 баллов             | 10 баллов            | 8 баллов                        | 7 баллов                             | 6 баллов   |
| --------------------- | -------------------- | ------------------------------- | ------------------------------------ | ---------- |
| - Португалия - Швеция | - Франция - Словакия | - Литва - Нидерланды - Норвегия | - Грузия - Германия - Великобритания |            |
| 5 баллов              | 4 балла              | 3 балла                         | 2 балла                              | 1 балла    |
|                       | - Беларусь           | - Болгария - Украина            |                                      | - Словения |

| 12 баллов | 10 баллов                                  | 8 баллов                             | 7 баллов                             | 6 баллов           |
| --------- | ------------------------------------------ | ------------------------------------ | ------------------------------------ | ------------------ |
|           | - Финляндия - Франция - Израиль - Словакия | - Ирландия - Латвия - Литва - Швеция | - Нидерланды - Норвегия - Португалия | - Россия - Испания |
| 5 баллов  | 4 балла                                    | 3 балла                              | 2 балла                              | 1 балл             |
|           | - Беларусь - Германия - Великобритания     |                                      | - Молдова                            | - Украина          |

### Результаты голосования за Эстонию
| 12 баллов | Швеция     |
| 10 баллов | Литва      |
| 8 баллов  | Норвегия   |
| 7 баллов  | Нидерланды |
| 6 баллов  | Словакия   |
| 5 баллов  | Украина    |
| 4 балла   | Грузия     |
| 3 балла   | Мальта     |
| 2 балла   | Турция     |
| 1 балл    | Сербия     |

| 12 баллов | Швеция         |
| 10 баллов | Германия       |
| 8 баллов  | Россия         |
| 7 баллов  | Италия         |
| 6 баллов  | Исландия       |
| 5 баллов  | Великобритания |
| 4 балла   | Испания        |
| 3 балла   | Литва          |
| 2 балла   | Дания          |
| 1 балл    | Украина        |